# Ténenkou
Ténenkou är en kretshuvudort i Mali.   Den ligger i regionen Mopti, i den centrala delen av landet, 400 km nordost om huvudstaden Bamako. Ténenkou ligger 273 meter över havet och antalet invånare är 7 471.
Terrängen runt Ténenkou är mycket platt. Runt Ténenkou är det ganska glesbefolkat, med 28 invånare per kvadratkilometer. Det finns inga andra samhällen i närheten. Trakten runt Ténenkou består i huvudsak av gräsmarker.